# Sainte-Gemme (Gironda)
Sainte-Gemme è un comune francese di 237 abitanti situato nel dipartimento della Gironda nella regione della Nuova Aquitania.

## Società

### Evoluzione demografica
Abitanti censiti